# Calvert Magruder
Calvert Magruder (* 26. Dezember 1893 in Annapolis, Maryland; † 22. Mai 1968 in Newton, Massachusetts) war ein US-amerikanischer Jurist, Hochschullehrer und Richter, der unter anderem 1932 Mitglied der American Academy of Arts and Sciences wurde sowie zwischen 1939 und 1959 Richter am US-Berufungsgericht für den 1. Gerichtsbezirk (US Court of Appeals for the First Circuit) war. Er fungierte zudem von 1948 bis 1959 als Chief Judge Präsident dieses Gerichts.

## Leben

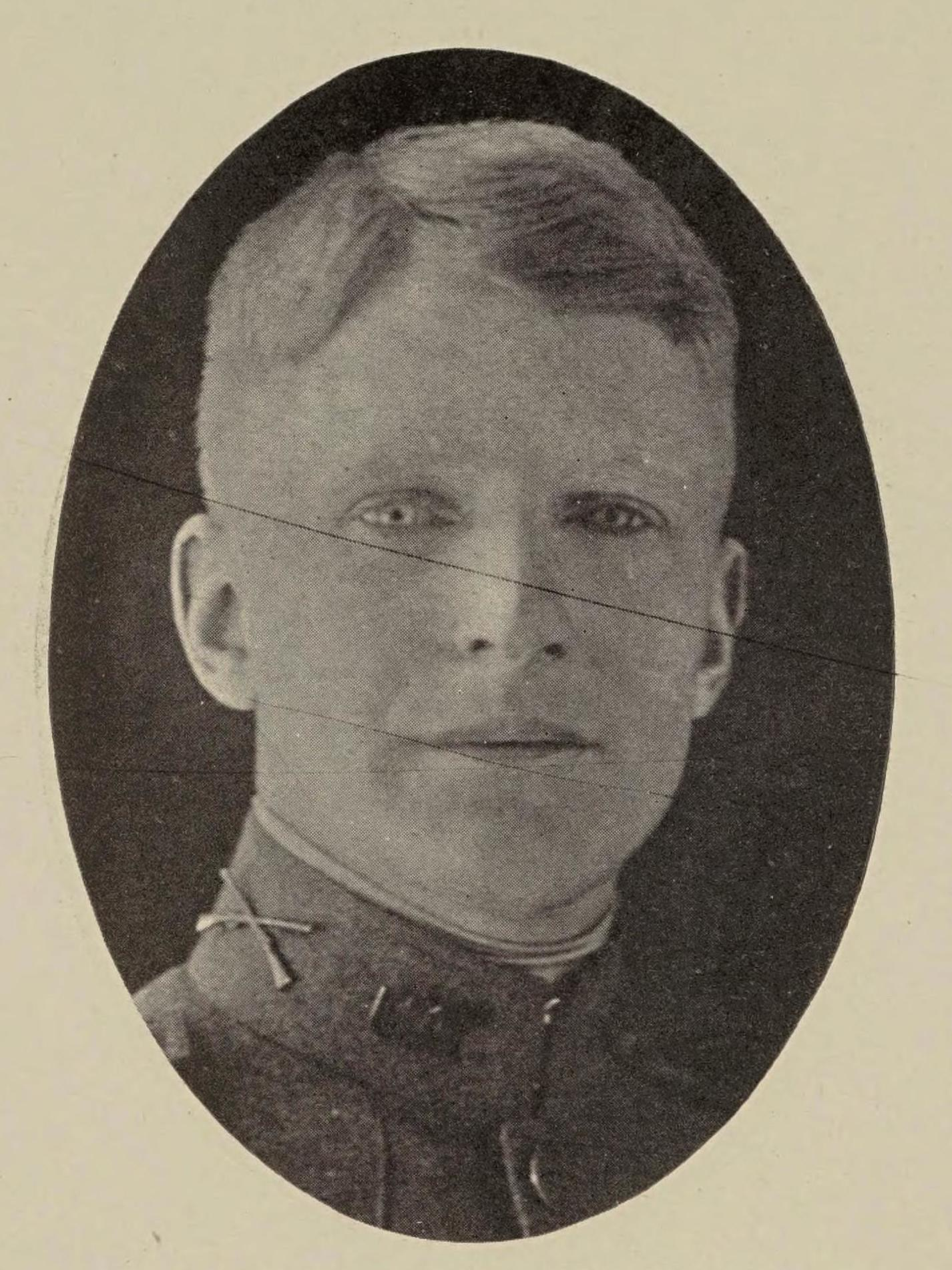
Calvert Magruder als Offizier während des Ersten Weltkrieges.

Calvert Magruder war das zweite Kind von Daniel Randall Magruder (1835–1915) und dessen zweiter Ehefrau Rosalie Eugenia Stuart Webster Magruder (1859–1929). Er begann nach dem Schulbesuch ein grundständiges Studium am St. John’s College, das er 1913 mit einem Bachelor of Arts (A.B.) beendete. Im Anschluss nahm er ein Studium der Rechtswissenschaften an der Juristischen Fakultät (Law School) der Harvard University auf und schloss dieses 1916 mit einem Bachelor of Laws (LL.B.) ab. Anschließend war er von 1916 bis 1917 juristischer Mitarbeiter von Louis Brandeis, dem damals ersten jüdischen Richter am Obersten Gerichtshof der Vereinigten Staaten. Gleichzeitig absolvierte er ein postgraduales Studium am St. John’s College, welches er 1917 mit einem Master of Arts (A.M.) beendete. Nach dem Kriegseintritt der Vereinigten Staaten in den Ersten Weltkrieg im April 1917 diente er bis 1919 als Leutnant der Infanterie in der US Army. Anschließend war er zwischen 1919 und 1920 Rechtsanwalt der Schifffahrtsbehörde USSB (US Shipping Board) und wechselte danach an die Law School der Harvard University, an der er zwischen 1920 und 1925 erst als Assistenzprofessor (Assistant Professor) und danach von 1925 bis 1939 als Professor tätig war. Er war zudem zwischen 1930 und 1939 Prodekan der Juristischen Fakultät der Harvard University. 1932 wurde er Mitglied der American Academy of Arts and Sciences. Daneben war er zwischen 1934 und 1935 Rechtsberater der National Labor Relations Board (NLRB), der für die Überwachung und Durchsetzung der Arbeitsbeziehungen zwischen Arbeitgebern und Arbeitnehmern zuständigen unabhängigen US-Bundesbehörde, sowie später von 1938 bis 1939 Rechtsberater der für die Lohn- und Arbeitszeit zuständigen Wage and Hour Division des US-Arbeitsministeriums (US Department of Labor).
Am 24. April 1939 wurde Magruder von US-Präsident Franklin D. Roosevelt als Nachfolger von George Hutchins Bingham für den freigewordenen Posten als Richter am US-Berufungsgericht für den 1. Gerichtsbezirk (US Court of Appeals for the First Circuit) nominiert. Nach der Bestätigung durch den US-Senat am 1. Januar 1939 trat er dieses Amt am 3. Juni 1939 an und bekleidete dieses mehr als zwanzig Jahre lang bis zum 12. Juni 1959. Während dieser Zeit war er zwischen 1940 und 1948 auch Mitglied der Konferenz hochrangiger Bezirksrichter und zwischen 1942 und 1962 auch Richter am Emergency Court of Appeals, ein von 1942 bis 1962 bestehendes Bundesgericht, das von den Vereinigten Staaten während des Zweiten Weltkrieges eingerichtet wurde und dessen Aufgabe darin bestand, Fragen der Lohn- und Preiskontrolle zu prüfen. Er war zwischen 1947 und 1959 auch als Lektor (Lecturer) an der Harvard University tätig.
1948 wurde Calvert Magruder als Chief Judge erster Präsident des US Court of Appeals for the First Circuit und bekleidete dieses Amt ebenfalls bis zum 12. Juni 1959, woraufhin Peter Woodbury seine Nachfolge antrat. Während dieser Zeit war er zugleich von 1948 bis 1959 Mitglied der Justizkonferenz der Vereinigten Staaten. Am 12. Januar 1959 schied er aus dem aktiven Richterdienst und trat in den sogenannten Senior Status. In den folgenden Jahren unterrichtete er als Lecturer an der University of California, Hastings College of the Law (1959 bis 1960), an der Columbia University (1960 bis 1961), Ohio State University (1961) sowie an der Universität von Puerto Rico (1962).

## Veröffentlichung
- Cases on the law of partnership and other unincorporated business associations. Shorter selection, Mitautor Judson Adams Crane, The Bobbs-Merrill Company, Indianapolis 1930

## Hintergrundliteratur
- George Dargo: Calvert Magruder of the First Circuit. The Law Professor as Judge, in: Massachusetts Law Review, Jahrgang 74, Dezember 1989, S. 239–46.